# Franz Fitzke
Franz Fitzke (* 10. Januar 1957) ist ein deutscher Journalist.

## Leben und Wirken
Fitzke studierte Journalistik mit Abschluss als Diplomjournalist und besuchte die Deutsche Journalistenschule in München. Ab 1983 arbeitete er als freier Journalist. 1986 wurde er freier Mitarbeiter des ZDF. Von 1993 bis 1996 war er Mitarbeiter der Umweltredaktion des ZDF, seitdem arbeitet er als freier Filmautor und -produzent.
1996 erhielt Fitzke für wissenschaftliche Kurzbeiträge beim ZDF einen Sonderpreis des Georg von Holtzbrinck Preises für Wissenschaftsjournalismus. Gemeinsam mit Peter Bardehle gewann er 1999 den Dritten Preis in der Kategorie Fernsehpreise beim Radio-, TV- und Neue-Medien-Preis für den Beitrag 50 Jahre Luftbrücke, Teil 2: Der Osten. Mit einem Spezialpreis wurde sein Film Die Wassermeister beim Prix Leonardo in Parma ausgezeichnet. Mit dem Film Die neue Power. Erneuerbare Energien in Europa gewann er 2004 Preise beim Festival Ekofilm in Prag und
Techfilm in Hradec Králové und 2005 den Silbernen Teppich beim FIFE Kairovan.